# Argynnis revelata
Argynnis revelata är en fjärilsart som beskrevs av Ruggero Verity 1934. Argynnis revelata ingår i släktet Argynnis och familjen praktfjärilar. Inga underarter finns listade i Catalogue of Life.